# Cornelius Valerius
Cornelius Valerius, geboren als Cornelis van Auwater, ook bekend als Cornelius Valerius ab Auwater, (Utrecht, 1512 – Leuven, 11 augustus 1578), was een Nederlandse humanist en filoloog. Hij was gedurende ruim twintig jaar hoogleraar klassieke talen aan het Collegium Trilingue van de Universiteit Leuven. Valerius publiceerde een aantal leerboeken en liet honderden handschriften na, die in de twintigste eeuw ontcijferd werden. De handschriften leverden waardevolle informatie op over het Collegium en over het onderwijs en het wetenschappelijk milieu in de zestiende eeuw. 

## Leven

### Jeugd en opleiding
Valerius werd in Utrecht geboren als Cornelis, de jongste zoon van Wouter Corneliszoon van Auwater. De moeder stierf toen hij vier jaar oud was. De vader leed daarop aan neerslachtigheid, verwaarloosde de familiebezittingen en overleed korte tijd later. Hun jongste kinderen, in ieder geval Cornelis en zijn jongere zus Stephana, werden daarna opgevoed door een zus van hun moeder, de weduwe Van Zijl. Of de andere twee kinderen, Margaret en Johannes, daar ook bij hoorden is niet bekend. Op jonge leeftijd bezorgden zijn voogden Cornelis een plaats als koorknaap in de Utrechtse Sint-Maartenskathedraal, waar hij onderwezen werd in Latijn en zang.
Op zeventienjarige leeftijd ging Valerius als leerling naar de Hieronymusschool die geleid werd door Macropedius. Na drie jaar zette hij zijn studie voort in Leuven, waar hij aan het humanistische Collegium Trilingue Latijn studeerde bij Conrad Goclenius en Grieks bij Rutgerus Rescius. Na het voltooien van zijn studies keerde Valerius in 1538 terug naar Utrecht om leraar retorica te worden aan de Hieronymusschool van Macropedius. Hij vond onderdak in het huis van de weduwe Van Zijl. Na verloop van tijd kreeg hij een relatie met Elizabeth van Honthorst, een inwonende analfabete vrouw, waarschijnlijk de meid. Bij haar verwekte hij twee dochters, Anna en Elizabeth. De relatie leidde niet tot een huwelijk.

### Latijnse naam
Zoals destijds gebruikelijk bij humanisten, koos Valerius ervoor zijn naam te latiniseren. Zijn Nederlandse naam was voluit Cornelis Wouterszoon van Auwater. Uit ondertekeningen van brieven en gedichten die bewaard zijn gebleven, blijkt dat hij Cornelis veranderde in Cornelius en het patroniem Wouterszoon in Valerius, al eeuwen gebruikt als equivalent van Wouter en Walter. Minder consequent was hij in zijn achternaam: van Auwater vertaalde hij soms niet, soms half in ab Auwater en soms helemaal in Veteraquarius. Een enkele maal refereerde hij aan zijn geboorteplaats, als van Utrecht, of Ultraiectinus. Macropedius adresseerde hem in zijn brieven als Cornelio Veteraquario seu Traiectino.

### Docent en hoogleraar in Leuven
In 1546 verliet Valerius plotseling Utrecht, met achterlating van zijn dochters en hun moeder. Hij zou ze wel zijn leven lang financieel ondersteunen. Aanvankelijk aanvaardde hij een aanstelling als docent in Zierikzee, maar eind van dat jaar vertrok hij naar Leuven. Daar nam Valerius als privéleraar de opleiding op zich van een aantal jonge Nederlandse edellieden. Over de eerste tien jaar in Leuven zijn slechts enkele bijzonderheden over Valerius bekend. Een daarvan is dat hij met vier van zijn pupillen in 1547/1548 een studiereis door Frankrijk maakte, met de bedoeling hen de Franse taal te leren. Een andere is dat hij in 1551 een reis naar Italië ondernam waar hij tot priester werd gewijd.
In 1556 stelde de zieke Petrus Nannius, hoogleraar oude talen aan het Collegium Trilingue, Valerius aan als vervanger. Na het overlijden van Nannius een jaar later volgde Valerius hem op. Naar het voorbeeld van zijn voorgangers bleef hij privélessen geven; de openbare lezingen werden niet betaald en het salaris was laag. Het leermeesterschap van jonge edellieden gaf hij op. Valerius publiceerde leerboeken over Latijnse grammatica, logica, retoriek, ethiek en astronomie, die in lijn waren met de humanistische ideeën over onderwijs. Valerius schreef ook poëzie. Toen Macropedius in 1558 overleed droeg Valerius Latijnse verzen aan hem op, die op de grafsteen van de overledene werden gegraveerd.
In zijn laatste jaren werd Valerius vaak geplaagd door jicht. Tijdens de grote pestepidemie die Leuven trof in de jaren 1578/1579 overleed hij op 11 augustus 1578, op 66-jarige leeftijd. Hij werd begraven in de Sint-Pieterskerk. Als gevolg van het grote aantal sterfgevallen kreeg zijn graf geen inscriptie. Het duurde tot 1610 voor de universiteit een grafmonument liet oprichten met een inscriptie, die de overledene prees als de bekwaamste en tegelijkertijd meest bescheiden latinist van zijn tijd.

## Nalatenschap
Na het overlijden van Valerius deed het Collegium Trilingue pogingen om de manuscripten die Valerius nagelaten had te publiceren. De plannen mislukten echter omdat het handschrift van Valerius moeilijk te ontcijferen was. De manuscripten raakten in Leuven zoek en doken in de tweede helft van de twintigste eeuw op in Duitsland. Henry de Vocht, hoogleraar Germaanse filologie aan de Universiteit Leuven, wist er de hand op te leggen en slaagde erin de handschriften te ontcijferen.
De Vocht groepeerde de informatie in drie manuscripten, te weten:
- Epistolae, een verzameling van 186 brieven, geschreven of ontvangen tussen 1537 en 1561, waarvan enkele in het Nederlands. Valerius blijkt gecorrespondeerd te hebben met onder meer zijn leermeester Macropedius, zijn voorganger Petrus Nannius, en zijn leerlingen Willem Canter en Justus Lipsius. De verzameling bevat ook correspondentie over de adellijke pupillen aan wie hij privéles gaf, zoals met de burggraaf van Utrecht Reinoud III van Brederode, en over gedichten voor inscripties met schilder Jan van Scorel. De bundel bevat aanvullingen en aantekeningen van Valerius zelf.
- Carmina, een verzameling van 52 gedichten van Valerius en 14 van anderen, gegroepeerd naar onderwerp: personen, historie, vriendschap, religie, literair en overige.
- Collectanea, een verzameling in vier delen van losse notities, gedichten, redevoeringen en brieven.

Deze verzameling is een belangrijke bron van informatie over de geschiedenis van het Collegium Trilingue en de wetenschappelijke en literaire activiteiten in de Nederlanden van de zestiende eeuw. Bovendien biedt het ook een inkijk in het universitaire en schoolse leven van die tijd, en in het leven en werk van andere humanisten en wetenschappers in en rond Leuven.

## Bron en referenties
- Biblioteca Nacional de España: XX4920081
- Bibliothèque nationale de France: cb125442072 (data)
- Biografisch Portaal: 28662297
- Digitale Bibliotheek voor de Nederlandse Letteren: vale005
- Gemeinsame Normdatei: 100568661
- International Standard Name Identifier: 0000 0000 7729 137X
- Library of Congress Control Number: n90700788
- Nationale Bibliotheek van Tsjechië: mzk2009510150
- Nationale Bibliotheek van Israël: 987007269337305171
- Nationale en Universitaire bibliotheek Zagreb: 000644808
- Nederlandse Thesaurus van Auteursnamen: 070244197
- Istituto Centrale per il Catalogo Unico: SBLV306618
- LIBRIS: 137171
- Système universitaire de documentation: 034716866
- Virtual International Authority File: 27179394
- WorldCat: E39PBJtxhwbX3T9g3gm7YHpQMP